# Franz Lorette
Franz Lorette (Sint-Jans-Molenbeek, 15 juni 1935 - Chaumont-Gistoux, 21 april 2016) was een Belgisch hockeyer.

## Levensloop
Lorette was actief bij Daring HC en Amicale Anderlecht HC.
Daarnaast maakte hij deel uit van het Belgisch hockeyteam. In deze hoedanigheid nam hij onder meer deel aan de Olympische Zomerspelen van 1956, 1960 en 1964.